# 多花野豌豆
多花野豌豆为豆科蠶豆屬下的一个种。